# Swaensborgh
Swaensborgh est une goélette à trois mâts de croisière. Son port d'attache est Monnickendam aux Pays-Bas est navigue essentiellement en mer baltique et sur la côte nord atlantique. Depuis sa reconstruction en 1991, cette goélette à hunier  porte le nom de Swaensborgh.

## Histoire
Construit en 1907  au chantier naval  Hans Jacobs à Moorrege-Utersen (Allemagne) ce caboteur, du nom d'Anna, portait un gréement de 7 voiles sur deux mâts. Il servait au transport de fret (matériaux de construction, carburant et céréale). Sa longueur était de 23.83 m, sa largeur de 5.76 m pour un tirant d'eau de 2.03 m. Il est motorisé à partir de 1922.
En 1930, il prend le nom d'Eleanor et son port d'attache est Hambourg. En 1942, il obtient un moteur de 90 ch au chantier de la Deutsche Werft de Kiel. Il reprend sa carrière de caboteur dès la fin de la guerre.
En 1950, après un accident, son gréement est retiré. En 1957, après une nouvelle rénovation, ses dimensions changent : longueur (37.14 m), largeur (5.85 m), tirant d'eau (2.28 m). Dès 1961, il est remotorisé à Kiel avec un moteur  MAK de 240 cv.
En 1965, il est vendu et devient Adele Raap au port de Hambourg. Revendu en 1985, il devient Mira II au port d'Elsfleth.
Mis au rebut, et en partie démantelé, il est racheté par le Hollandais  Claes Tolman de Monnickendam. Il est regréé en goélette à trois mâts pour devenir un navire de croisière en mer baltique. Il peut recevoir entre 30 et 32 passagers (6 cabines doubles, 2 cabines triples et 2 cabines quadruples).
Il participe à de nombreux rassemblements de vieux voiliers sur la côte atlantique comme aux Fêtes maritimes de Brest 2008, 2012 et 2016...